# Scott Booth
Scott Booth (Aberdeen, 16 de dezembro de 1971) é um ex-futebolista profissional escocês. Foi atacante e disputou a Copa do Mundo de 1998 e a Euro 1996 representando a Escócia.